# Hrabstwo Stewart (Tennessee)
Hrabstwo Stewart (ang. Stewart County) – hrabstwo w stanie Tennessee w Stanach Zjednoczonych. Obszar całkowity hrabstwa obejmuje powierzchnię 493,20 mil² (1277,38 km²). Według szacunków United States Census Bureau w roku 2009 miało 13 340 mieszkańców.
Hrabstwo powstało w 1803 roku. 
Hrabstwo należy do nielicznych hrabstw w Stanach Zjednoczonych należących do tzw. dry county, czyli hrabstw gdzie decyzją lokalnych władz obowiązuje całkowita prohibicja.

## Miasta
- Cumberland City
- Dover[6]

| Populacja hrabstwa w poprzednich latach | Populacja hrabstwa w poprzednich latach |
| Rok                                     | Liczba ludności                         |
| --------------------------------------- | --------------------------------------- |
| 1980                                    | 8680                                    |
| 1990                                    | 9479                                    |
| 2000                                    | 12 370                                  |
| 2005                                    | 12 969                                  |